# Granges-Narboz
Granges-Narboz település Franciaországban, Doubs megyében. Lakosainak száma 1355 fő (2022. január 1.). Granges-Narboz Houtaud, Oye-et-Pallet, La Planée, Pontarlier, Sainte-Colombe és Chaffois községekkel határos.

## Népesség
A település népességének változása:
| Lakosok száma | 249  | 434  | 519  | 669  | 1069 | 1170 | 1226 | 1267 | 1288 | 1355 |
|               | 1968 | 1982 | 1990 | 2006 | 2013 | 2015 | 2017 | 2019 | 2020 | 2022 |